# إد فوستر (لاعب كرة قاعدة)
إد فوستر (بالإنجليزية: Ed Foster)‏ هو لاعب كرة قاعدة أمريكي، ولد في 25 يونيو 1885 في لبنان في الولايات المتحدة، وتوفي في 1 مارس 1929 في مونتغومري في الولايات المتحدة.

## وصلات خارجية
- إد فوستر على موقعبيزبول رفرنس.كوم (الدوري الرئيسي) (الإنجليزية)
- إد فوستر على موقعبيزبول رفرنس.كوم (الدوري الثانوي) (الإنجليزية)